# Karshomyia garhwalensis
Karshomyia garhwalensis är en tvåvingeart som beskrevs av Jaiswal 1988. Karshomyia garhwalensis ingår i släktet Karshomyia och familjen gallmyggor. Inga underarter finns listade i Catalogue of Life.